# Góliát

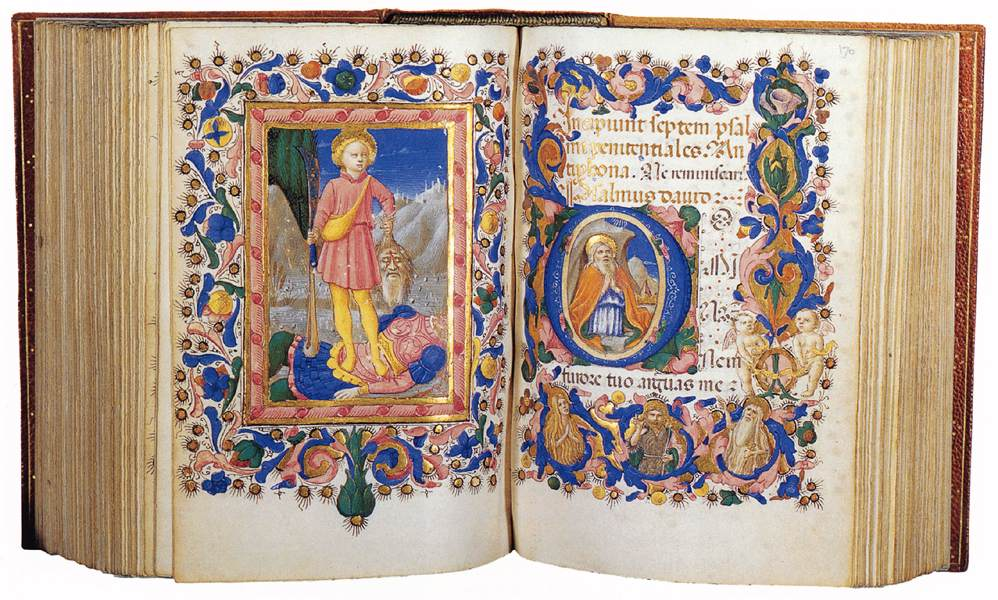
Dávid Góliát fejével, illusztráció a Hóráskönyvből

Góliát (a név jelentése: száműzetés, száműzött, menekült[forrás?])  bibliai, ószövetségi alak.

## Góliát a Bibliában
Filiszteus férfi volt, az utolsó óriások egyike. A Biblia adatait átszámítva több mint 3,20 méter magas lehetett (1Sám 17). Sául király és a filiszteusok harcias találkozásakor a legkiválóbb bajnoka volt a Gát városából való Góliát, akinek a fején rézsisak volt és pikkelyes páncélba volt öltözve. Jól felfegyverezett harcos volt, Dávid mondja Góliátnak a küzdelmük előtt: "Te karddal, dárdával és pajzzsal jössz ellenem, én pedig a Seregek Urának, Izráel seregei Istenének nevében megyek ellened, a kit te gyalázattal illettél". Dávid pedig egyedül egy pásztorbottal és egy parittyával, valamint a patakból kiválasztott 5 sima kővel szembeszállt az óriással. Dávid győzött kettejük emlékezetes párviadala során, amikor a parittyából elhajított kővel homlokon találta Góliátot, aki elájult és eszméletlen állapotában Dávid az óriás kardjával le tudta vágni annak fejét.
Góliát „az Isten ellenes hatalom jelképe”

## A Góliát téma feldolgozásai
Dávid és Góliát küzdelme jelképesen ábrázolja a héber nép küzdelmét a környezettel saját identitásának megőrzése, fenntartása érdekében. Az Ószövetségben ábrázolt történelmi időszak az absztrakt (elvont) gondolkodás szükségességét mutatja be. Ennek körébe tartozik a monoteista álláspont is. A heroikus küzdelem mind a képzőművészetet, mind az irodalmat és később a filmművészetet is megihlette. Néhány példa erre:
- Michelangelo: Dávid legyőzi Góliátot, 1508-12.Sixtina, Róma[3]
- Michelangelo Michelangelo Dávid-szobra, Dávid vállára vetett parittyával áll szemben a képzeletbeli Góliáttal és seregével
- Hajdúböszörményben álló 1956-os emlékmű[4][5]
- Surányi Miklós: Dávid és Góliát[6]
- Ferdinando Baldi, Richard Pottier, Orson Welles rendezésében 1960-ban készült film: David e Golia (David and Goliath)[7]

## Galéria

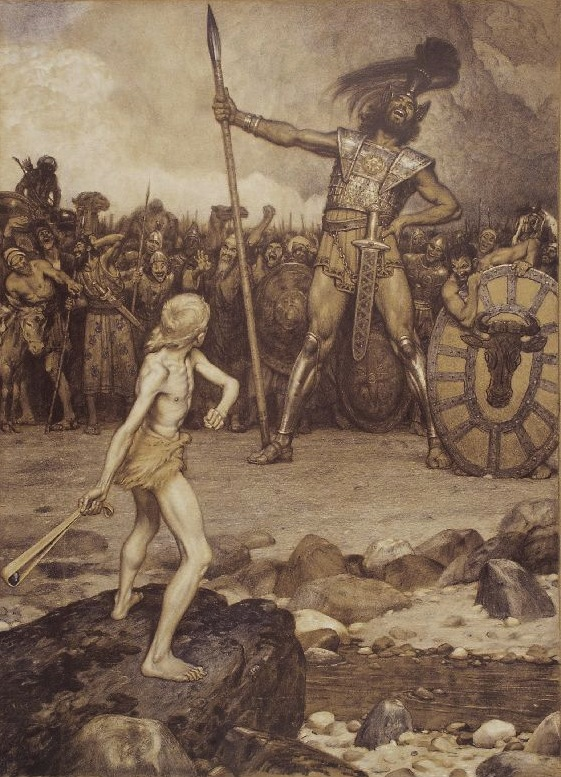
Osmar Schindler: Dávid és Góliát küzdelme
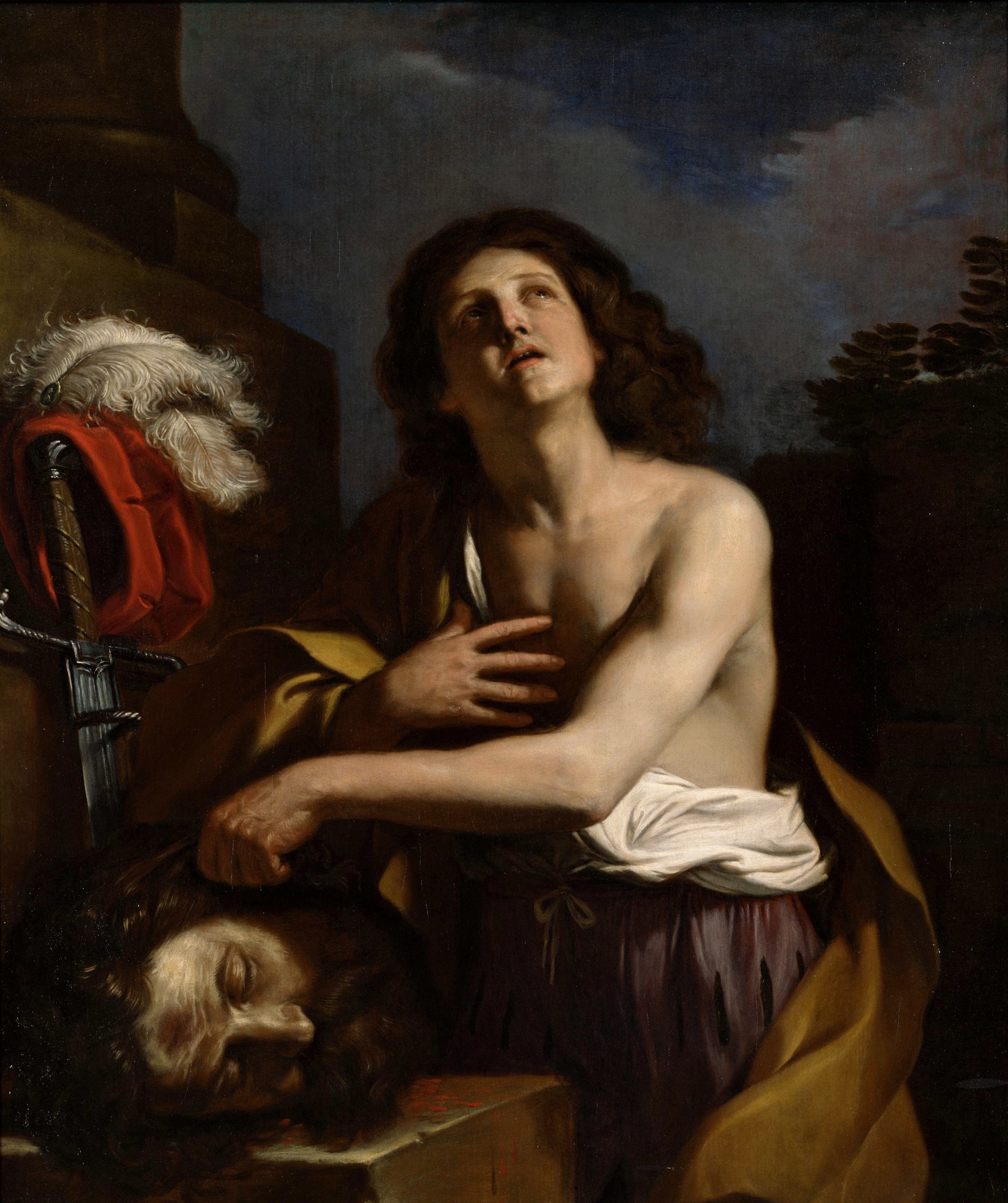
Guercino (Giovanni Francesco Barbieri): Dávid   Góliát fejével
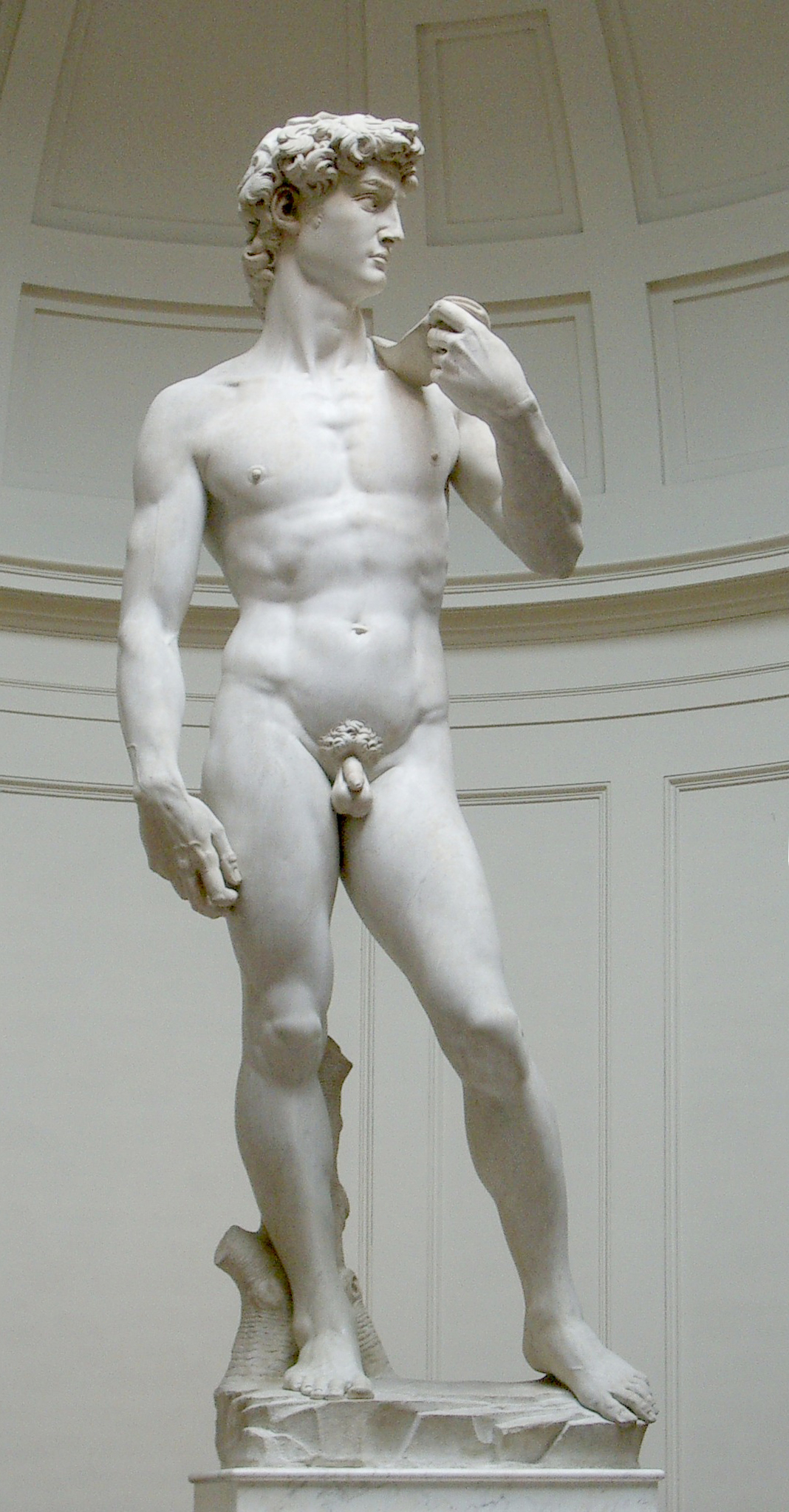
Michelangelo: Dávid (1500-1504). A nyugati művészet legismertebb Dávid-ábrázolása.